# Гипотеза Каталана
Гипо́теза Катала́на (теорема Михэйлеску) — теоретико-числовое утверждение, согласно которому уравнение:
{\displaystyle x^{a}-y^{b}=1\quad (x,y,a,b>1)}
имеет единственное решение в натуральных числах: {\displaystyle x=3,\ a=2,\ y=2,\ b=3}. Иными словами, кроме {\displaystyle 2^{3}=8} и {\displaystyle 3^{2}=9} не существует других последовательных совершенных степеней натуральных чисел.
Сформулирована Эженом Каталаном в 1844 году, доказана в 2002 году Предой Михэйлеску (рум. Preda Mihăilescu).
Обобщением гипотезы Каталана является гипотеза Пиллаи, недоказанная по состоянию на 2024 год.